# Raumsimulation
| Dieser Artikel wurde auf der Qualitätssicherungsseite des WikiProjekts Planen und Bauen eingetragen. Dies geschieht, um die Qualität der Artikel aus den Themengebieten Bautechnik, Architektur und Planung auf ein akzeptables Niveau zu bringen. Dabei werden Artikel, die nicht maßgeblich verbessert werden können, möglicherweise in die allgemeine Löschdiskussion gegeben. Hilf mit, die inhaltlichen Mängel dieses Artikels zu beseitigen, und beteilige dich an der Diskussion! |

Bei Raumsimulationen werden an einem Modell räumliche Wirklichkeiten (Realitäten) unter spezifischen, vorgegebenen Parametern und Randbedingungen untersucht, um Erkenntnisse über das reale System zu gewinnen. Simulationen von Räumen kommen vor allem im Bauwesen und in der Fahrzeugtechnik zum Einsatz. In der Raumfahrt wird der Begriff Raumsimulation, abgeleitet von dem englischen Begriff space simulator, für die Simulation von Zuständen wie sie im Weltraum herrschen benutzt.
Im Bereich der bauphysikalischen Untersuchungen sind die Begriffe Gebäude- und Anlagensimulation artverwandt zu Raumsimulation. In diesem Zusammenhang beschreibt das Blatt 1 der VDI 6020 die Simulation als die Berechnung, in geeigneten Zeitschritten, des thermisch-dynamischen Raumverhaltens als Reaktion auf die Veränderung von Einflussgrößen. Auch bei der Bewertung von Räumen hinsichtlich ihrer akustischen Eigenschaften kommen computergestützte Berechnungen mit Raumsimulationen zum Einsatz. Im Bereich des Brandschutzes werden anhand von Raumsimulationen zum Beispiel die Ausbreitung von Rauch und Wärme untersucht.
Bis zum Jahr 2005 hieß das Institut für Materialphysik im Weltraum am Deutschen Zentrum für Luft- und Raumfahrt in Köln Instituts für Raumsimulation. Zu den Aufgaben des Instituts für Raumsimulation gehörten die Entwicklung, Vorbereitung, Test, Durchführung und Überwachung von Experimenten, die im Weltraum unter Schwerelosigkeit durchgeführt werden.

## Gestaltung von Architektur
Bei der Gestaltung von Architektur werden Raumsimulationen eingesetzt um eine zwar wirklichkeitsnahe, jedoch vereinfachte Darstellung räumlicher Zusammenhänge zu erzeugen. Um den angestrebten Grad der Wirklichkeitsnähe zu erzielen, muss eine gewisse Übereinstimmung mit dem „Original“ gegeben sein. Abstraktion hinsichtlich einzelner charakterisierender Parameter ist jedoch stets das kennzeichnende Merkmal solch raumbezogener Simulation.
Raumbezogene Simulation erfolgt in verkleinertem Maßstab oder im Maßstab 1:1, selten jedoch in vergrößertem Maßstab. Anhand derlei Simulationen können gestalterische aber auch konstruktive Entscheidungen begutachtet wie auch beurteilt werden. Misserfolge gestalterischer Natur lassen sich im Allgemeinen nur schwer beweisen. Anders verhält sich dies hingegen bei konstruktiven Überlegungen. Da die Simulation vollständiger Bauwerke im Maßstab 1:1 in der Regel zu aufwändig ist, werden im Regelfall lediglich Teilbereiche simuliert. Aufgrund fundierter Vorhersagen können entsprechende Änderungen vorgenommen werden oder auch Maßnahmen getroffen werden.

### Realmaßstäbliche Simulation (1:1)

Exploration einer Tiefenwirkung im Raumlabor der TU-Wien

Experimente mit der Transluzenz und Dematerialisierung

Die tatsächlichen Ausmaße und Proportionen des Raumes können im Maßstab 1:1 ohne „gedanklichen Umweg“ erfasst werden. Die Fähigkeit, Schwachstellen zu erkennen wird ebenso unterstützt, wie jene, mit Entwurfsmängeln und „Überraschungen“ umzugehen. Wenn kurzfristiges Ändern von räumlichen Zusammenhängen vor Ort auf einfache Weise möglich ist, kann es zu folgender Rückkopplung kommen: Probieren – Verändern – Kontrollieren – usw. Das 1:1-Modell kann zur Darstellung und Erprobung verschiedener Materialien eventuell in Zusammenhang mit unterschiedlichen Farb- oder Lichteffekten dienen. Der Aspekt des Experimentierens verdient besondere Aufmerksamkeit: mit dem „Nachbauen“ der Umrisse und dem Überprüfen der Proportion allein ist die 1:1-Raumsimulation nicht unbedingt vollendet. Es kann mit weiteren Anordnungen experimentiert werden, wobei Oberfläche und Kanten hinsichtlich Farbe, Textur und Musterung variiert werden.
Die Darstellung des Materialcharakters spielt beim Modell in wahrer Größe eine bedeutendere Rolle als beim Maßstabsmodell. Manche Oberflächenstrukturen sind nur begrenzt mit anderen Mitteln simulierbar. Wenn dabei allzu stark abstrahiert wird, könnte ein anderer Raumeindruck entstehen. Auch komplizierte Licht- und Farbkonzepte sind unter Umständen schwer umsetzbar.
Die Simulation in wahrer Größe ist im Verhältnis zum Resultat zeit- und arbeitsintensiv. Es ist jeweils im Einzelfall zu beurteilen, wie weit der Grad der Abstraktion reichen soll.
Historisch gesehen kann man schwer von einem Moment sprechen, an dem die 1:1-Raumsimulation „erfunden“ wurde.
Es gibt eine Reihe spezifischer Einzelräume („Multiplikator“) bzw. räumlicher Experimente, welche eine besondere Eignung für eine 1:1-Modelldarstellung vorweisen:
- Wohnsituationen (Küche, Wohnzimmer etc.),
- Hotelzimmer,
- Schulräume (Klassenzimmer),
- Arbeitsbereiche,
- Krankenhauszimmer und Stationseinrichtungen,
- Messestände und Ausstellungsbauten,
- Bauten für Behinderte (Ergonomie),
- Prototypen bei beengten Raumverhältnissen,
- Erprobung von Mindestabmessungen (z. B. Sanitärzellen),
- Möbelexperimente bzw. die Wechselwirkung von Möbel und Raum,
- Licht- und Farbexperimente, (künstlerische) Rauminstallationen,
- Erprobung von optischen Täuschungen,
- usw.

Die Bezeichnung „Raumexperimentierlaboratorium“, kurz „Raumlabor“, setzt sich aus den Bestandteilen Raum(-Experiment) und Labor zusammen. Obwohl es in einem Raumlabor schwer ist, die künftige Umgebung vollumfänglich einzubeziehen, kann in der 1:1-Modelldarstellung die (Wechsel-)Wirkung von Licht, Farbe und Material bzw. Oberfläche im architektonischen Raum optimal veranschaulicht werden.

### Endoskopische (Raum-)Simulation

Endoskopische Raumsimulation: Gestaltungskonzept für das Dom- und Diözesanmuseum in Wien (Projekt: M. Luptacik)

Gestaltungskonzept für das Dom- und Diözesanmuseum in Wien (Projekt: O. Witzani)

Das Endoskop wurde jahrzehntelang als rein medizinisches Instrument für die Inspektion „menschlicher Hohlräume“ eingesetzt, bevor eigenständige Applikationen in anderen Fachgebieten an Aktualität gewannen. Im Bereich Bauwesen wird die Endoskopie zur Betrachtung von Bausubstanz eingesetzt, um eventuelle Bauschäden orten zu können. Im Zuge der Schadensfrüherkennung genügt eine Lochbohrung für das Endoskop, um eine zerstörungsfreie Prüfung durchzuführen. Es ist also nicht mehr notwendig, große Teile einer Baukonstruktion abzutragen, denn der gezielte Einsatz von Endoskopen erlaubt eine genaue Schadensanalyse. Darüber hinaus muss an die Inspektion von schwer zugänglichen Hohlräumen gedacht werden, wie z. B. bei Triebwerkskontrollen in der Luftfahrt, ohne dass eine Demontage erforderlich wird.
Für die Bereiche Architektur und Städtebau wurden spezifische Endoskope entwickelt. Auf die sonst integrierten lichtführenden Glasfaserleitungen wurde verzichtet, da diese Art der Ausleuchtung höchstens bei winzigen Innenräumen nützlich ist. Die Arbeit mit externen Lichtquellen stellt im Hinblick auf die benötigte Leistung eine unumgängliche Notwendigkeit dar. Dabei wurde das optische System gegen stürzende Linien korrigiert.
In der prä-endoskopischen Zeit wurden Maßstabsmodelle mit herkömmlichen fotografischen Methoden aufgenommen. Um das Problem der Zugänglichkeit des Modells für die Kamera bis zu einem gewissen Grad zu umgehen, erfolgte der Einsatz von Winkelspiegeln. Die kompakte Bauweise von Endoskopen ermöglicht es genau dorthin zu kommen, wo es im Modell enger wird. Es muss betont werden, dass bei der endoskopischen Modellaufnahme die menschliche Perspektive mit einer größeren Wirklichkeitstreue reproduziert wird: eine Modellbetrachtung mit bloßem Auge hat zur Folge, dass der allzu oft eingenommene Standpunkt unnatürlich ist, d. h. schräg von oben (Vogelflugperspektive) bei einer zu großen Entfernung (Übersichtslage). Um den menschlichen Wahrnehmungsbedingungen nahezukommen, nutzt das Endoskop einen Blickwinkel von etwa 55–60°, während 90°-Seitensicht als Blickrichtung ausgewählt wird.
Flexible Endoskope werden kaum in den Bereichen Architektur und Städtebau eingesetzt, weil im Gegensatz zum menschlichen Körper bestimmte Innen- und Zwischenräume im Modell während der endoskopischen Aufnahme zugänglich gemacht werden. Abgesehen vom Kostenpunkt ist auch das optische Auflösungsvermögen nicht besser als bei den starren Endoskopen. Die Endoskopie kann sinnvoller weise im Maßstabsbereich 1:50 bis 1:500 eingesetzt werden. Bei kleineren Maßstäben ist es kaum möglich, die Lichteintrittsöffnung in der entsprechenden Augenhöhe zu positionieren. Hat das Endoskop einen zu großen Durchmesser, kann der Straßenraum u. U. nicht mehr durchfahren werden.
Ist ein Modell vorhanden, bietet sich die endoskopische Aufnahme an, da sie relativ leicht herstellbar ist. Wenn also ein Modell vorhanden ist, kann dieses mit geringem Aufwand endoskopiert werden. Das Modell kann mit Löchern und Schlitzen für die Betrachtungsstandpunkte versehen werden, welche die Zuleitung des Endoskops ermöglichen und die auch wieder verschlossen werden können. Eine Demontierbarkeit des Modells in mehrere Teile ist vorteilhaft. Bei der Bauweise sollte auf Hitzebeständigkeit großer Wert gelegt werden. Das Modell sollte außerdem nicht allzu fragil aufgebaut sein, denn allein schon durch die Fahrt mit dem Endoskop muss mit mechanischen Beschädigungen gerechnet werden.
Für die individuelle Betrachtung durch das Okular reicht an sich ein Endoskop ohne Peripherie-Geräte aus. In diesem Fall kann jeweils nur eine einzige Person das kreisrunde Bild betrachten. Kostenaufwendiger wird es, sobald diese Raumeindrücke in irgendeinem Medium gespeichert werden sollen (z. B. durch Koppelung einer Videokamera an das Okular).